# Kohmujärvi
Kohmujärvi är en sjö i Finland. Den ligger i kommunen Saarijärvi i landskapet Mellersta Finland, i den centrala delen av landet, 300 km norr om huvudstaden Helsingfors. Kohmujärvi ligger 160,4 meter över havet. Den är 12,6 meter djup. Arean är 1,36 kvadratkilometer och strandlinjen är 13,59 kilometer lång. Sjön  ingår i Kymmene älvs huvudavrinningsområde.   I omgivningarna runt Kohmujärvi växer i huvudsak barrskog.
I övrigt finns följande vid Kohmujärvi:
- Hakkarkivi (ett gränsmärke där tre kommuner möts)